# Tromegya (Kumanovo)
Tromegya (macedónul: Тромеѓа, szerbül Тромеђа) település Észak-Macedóniában, a Északkeleti körzetben, Kumanovo községben.

## Népesség
| Lakosok száma | 739  | 856  | 1022 | 1054 | 1165 | 1297 | 1291 | 1298 | 1187 |
|               | 1948 | 1953 | 1961 | 1971 | 1981 | 1991 | 1994 | 2002 | 2021 |

- 1994-ben 1291 lakosa volt, akik közül 729 szerb (56,5%), 544 macedón (42,1%) és 8 egyéb.
- 2002-ben 1298 lakosa volt, akik közül 692 macedón (53,3%), 604 szerb (46,5%) és 2 egyéb.